# アザレア・セブン
アザレア・セブン（AZALEA SEVEN）は、静岡県袋井市を本拠地とする2019年創立の女子7人制ラグビーチーム。一般社団法人アザレア・スポーツクラブが運営している。下部組織として、中学生・高校生の女子を対象にした「アザレア・アカデミー」、静岡県内の男子高校生対象の地域クラブ「エコパラグビーハイスクール」を持つ。アザレアは、静岡県花「ツツジ」の英語名。
ここではチームを運営するアザレア・スポーツクラブについても記述する。

## 来歴
2019年5月11日、アザレア・セブンがリージョナルウィメンズセブンズ2019関東大会に公式戦初出場した。
2019年6月2日、アザレア・セブンがリージョナルウィメンズセブンズ2019関西大会で4位となり、上位大会「太陽生命ウィメンズセブンズシリーズ」との入替戦に進出したが、昇格にはならなかった。
2019年11月、代表理事を清宮克幸にして、一般社団法人アザレア・スポーツクラブを設立。
2020年6月、男子高校生対象のエコパラグビーハイスクールが開校。
2021年6月20日、アザレア・セブンがリージョナルウィメンズセブンズ2021関西大会で優勝。新型コロナウイルス感染症の世界的流行のため、上位大会との入替戦は実施されなかった。
2023年9月7日に掛川市と、9月29日に袋井市と、包括連携協定などを締結した。活動拠点のエコパスタジアムは、両市にまたがる。
2023年10月23日、久保晃一が代表理事に、清宮克幸が顧問となる。
2023年11月27日、静岡ブルーレヴズ株式会社とゴールドパートナー契約を締結。普及活動やスクール運営において、静岡ブルーレヴズとアザレア・セブンとの連携を強化する。
2023年12月23日、静岡ラグビーフットボール協会は、エコパスタジアムで「アザレアセブンズフェスティバル2023」を開催。アザレア・セブンと自衛隊体育学校PTSとの対戦や、中学生・高校生の交流試合などを行った。

## 主な戦績
Regional Women’s Sevens （リージョナルウィメンズセブンズ）
- リージョナルウィメンズセブンズ2021関西大会（2021年6月19日-20日）：優勝[10] - 入替戦なし

## 在籍選手
チーム公式サイトを参照。